# Аблаев, Руслан Зудиевич
Руслан Зудиевич Аблаев (род. 29 июня 1972, Чкаловск, Ленинабадская область) — советский и российский футболист, вратарь. Один из лидеров клуба «Локомотив» Лиски по числу проведённых матчей (320). В период с 2010 по 2013 год входил в тренерский штаб этой команды. Тренер вратарей молодёжной команды воронежского «Факела».

## Карьера
Воспитанник среднеазиатского футбола. На взрослом уровне начал выступать в 1988 году в составе клуба «Янгиер» во второй лиге.
В 1992 году попал в основную команду воронежского «Факела», который играл в высшей лиге страны. В сезоне 1992 провёл один матч: 5 мая отыграл 35 минут во встрече с владикавказским «Спартаком» (1:2), пропустив голы на 8-й и 19-й минутах, после чего был заменён на Александра Филимонова.
После вылета команды в первую лигу в сезоне 1993 и ухода Филимонова, Аблаев стал чаще появляться в основном составе «Факела». В 1994 году также продолжил выступления в клубе после вылета команды во вторую лигу. В 1996 году Аблаев перешёл в «Локомотив» Лиски, выступавший во второй лиге. После того, как в 2002 году «Локомотив» занял последнее 20 место в зоне «Центр» и получил понижение в первенство России среди КФК, Аблаев покинул клуб.
В 2003 году подписал контракт с командой «Северсталь» Череповец. Проведя 7 матчей во втором дивизионе и 2 в Кубке России, вернулся в лискинский «Локомотив», где в 2007 году завершил карьеру футболиста. Всего в составе клуба из Лисок сыграл 320 матчей в профессиональных первенствах (делит с Игорем Пывиным первое место по этому показателю), с учётом любительских первенств — 340 матчей.
В январе 2013 года стал тренером вратарей воронежского «Факела».